# Catocala uxor
Catocala uxor là một loài bướm đêm trong họ Erebidae.